# Arnold Heinrich von Aussen
Arnold Heinrich Aussen, seit dem 20. Dezember 1748 Arnold Heinrich von Aussen (* 1698 im Herzogtum Berg; † 1771) war ein preußischer Beamter und Gutsbesitzer.

## Leben

### Familie
Arnold Heinrich von Aussen war der Sohn des kurpfälzischen Rats Heinrich von Aussen und dessen Ehefrau Juliane Catharina (geb. Doncker); er hatte noch einen Bruder.
1748 wird er als Besitzer des Ritterguts Clyff in Hattingen in der Grafschaft Mark genannt und 1753 saß er auf dem Gut Jacobsdorff bei Kostenblut (siehe Kostomłoty und Gmina Kostomłoty) im Kreis Neumarkt.
Er war mit Amalia (geb. von Beckers) († 1771) verheiratet.

### Werdegang
Zur schulischen Ausbildung von Arnold Heinrich von Aussen liegen keine Hinweise vor.
Er immatrikulierte sich, gemeinsam mit seinem Bruder Hermann Adolph von Aussen, am 26. November 1714 an der Viadrina in Frankfurt an der Oder, und setzte sein Studium der Rechtswissenschaften am 16. Oktober 1717 an der Universität Halle fort.
Seit dem 24. Januar 1720 war er clevischer Hofgerichtsrat und wurde vor 1738 zur Kriegs- und Domänenkammer (KDK) in Cleve versetzt; 1738 war er bereits Geheimer Kriegs- und Domänenrat.
Er wurde, gemeinsam mit dem altmärkischen Kreisdirektor Siegfried Werner von Jagow (* 1693) sowie dem kurmärkischen Kriegsrat Carl Gottfried von Thiele (1706–1793), im Herbst 1741 (siehe auch Erster Schlesischer Krieg) nach Schlesien gesandt und wirkte an der Einrichtung der neuen Verwaltung und in der Klassifikationskommission mit. 
Im Februar 1742 wurde er zum zweiten Kammerdirektor in Glogau (siehe Głogów) ernannt; sein Nachfolger in der Klassifikationskommission wurde Rudolph Friedrich von Ziegler (1685–1766). Im Juni 1742 erfolgte seine Versetzung als Vize-Direktor in die KDK Breslau, in der er im Juli 1743 zum ersten Direktor ernannt wurde; sein Nachfolger als zweiter Direktor wurde im Juli 1743 Jean Pierre Antoine d’Alençon. 
Im Herbst 1754 ging er auf Betreiben des späteren Ministers Valentin von Massow auf sein Gut Clyff; sein Nachfolger als erster Direktor der KDK Breslau wurde der zweite Direktor Hempo Ludwig von Pfuel (1690–1770). 
Seit September 1757, in der Zeit der österreichischen Administration unter dem Verwalter Johann Anton von Pergen, führte er als Nachfolger des verstorbenen Vizekanzlers Abraham von Koenen (1687–1757), gegen den Widerstand der Kollegiumsmitglieder, als vorsitzender Rat die Aufsicht über die Regierung in Cleve.

## Ehrungen und Auszeichnungen
Am 20. Dezember 1748 erhielt Arnold Heinrich Aussen das schlesische Inkolat.

## Mitgliedschaften
Arnold Heinrich von Aussen trat 1744 einer Freimaurerloge bei. 